# Harvard International Review
A Harvard International Review (HIR) é uma revista trimestral de relações internacionais publicada pelo Conselho de Relações Internacionais de Harvard da Universidade de Harvard. A HIR oferece comentários sobre desenvolvimentos globais em política, economia, negócios, ciência, tecnologia e cultura, bem como entrevistas com líderes globais.

## Estrutura
A revista apresenta tópicos de capa trimestrais, amplas pesquisas sobre a evolução das relações internacionais (coletivamente denominadas Global Notebook, "Caderno Global"), perspectivas externas e entrevistas. Os tópicos de capa nos últimos anos incluíram análises do papel que a agricultura desempenha no desenvolvimento internacional, a erosão da confiança nas instituições modernas e os trade-offs entre compromisso e desafio.
Vários conselhos da HIR também trabalham para editar artigos, projetar a revista impressa, conectar-se com novos assinantes e anunciantes e manter o site da revista e a presença nas redes sociais. O site da HIR apresenta conteúdo exclusivo e blogs ativos sobre eventos atuais. Ao todo, a revista tem um público crescente de mais de 200.000 leitores.

## História
A HIR foi fundado em 1979 por um grupo de estudantes de graduação do Conselho de Relações Internacionais de Harvard, permitindo que os estudantes analisassem assuntos estrangeiros em um fórum acadêmico e jornalístico. Após a publicação mensal, a HIR passou para a distribuição trimestral e começou a solicitar as perspectivas de figuras proeminentes nas relações internacionais.
Até à data, a revista apresentou artigos ou entrevistas de mais de 40 presidentes e primeiros-ministros, quatro secretários-gerais da ONU, quatro galardoados com o Prémio Nobel da Economia e sete galardoados com o Prémio Nobel da Paz.

## Ex-alunos notáveis
Ex-alunos notáveis de Harvard que foram membros da equipe da Harvard International Review incluem Philip A. Brimmer, Erik Brynjolfsson, a congressista Elizabeth Esty, Bernard Hebda, Stephen A. Higginson, o embaixador Philip S. Kosnett, David Laibson, o escritor dos Simpsons Jeff Martin, Robert McCord, Marc Rotenberg, Phillip Steck, John Weston e M. Edward Whelan III.

## Ligaçoes externas
- Sítio oficial
- Toguard Review

Predefinição:Harvard